# Helictes carinalis
Helictes carinalis är en stekelart som beskrevs av Humala 2007. Helictes carinalis ingår i släktet Helictes och familjen brokparasitsteklar. Inga underarter finns listade i Catalogue of Life.